# Alejo III Ángelo
Alejo III Ángelo (en griego: Αλέξιος Γ' Άγγελος, romanizado: Alexios III Angelos), emperador bizantino, fue el segundo hijo de Andrónico Ángelo, nieto de Alejo I Comneno.

## Reinado
En 1195, mientras su hermano Isaac II estaba de cacería en Tracia, Alejo fue proclamado emperador por las tropas. Capturó a Isaac en Stagira, en Macedonia, y desde entonces le mantuvo preso, a pesar de que su hermano le había liberado de su cautividad en Antioquía y le había otorgado muchos honores.
En compensación por este crimen, y para asegurarse en su puesto como emperador, Alejo tuvo que repartir dinero con tanta liberalidad que llegó a vaciar el tesoro imperial, y concedió tantos permisos a los oficiales del ejército que casi deja indefenso el Imperio. Así consumó la ruina financiera del Estado. La capaz y activa emperatriz Eufrósine Ducas intentó en vano mantener su crédito y su corte; pero Vatatzes, el instrumento favorito de sus intentos de reforma, fue asesinado por orden del propio emperador.
Por el este, el Imperio estaba siendo invadido por los turcos selyúcidas; por el norte, los búlgaros y los valacos llegaban sin oposición a saquear los llanos de Macedonia y Tracia; mientras tanto, Alejo derrochaba el tesoro público en sus palacios y jardines. Pronto vería llegar un nuevo y más temible peligro.

## Cuarta Cruzada
En 1202 los príncipes occidentales que participaban en la Cuarta Cruzada se congregaron en Venecia dispuestos a iniciar una nueva cruzada. Alejo, el hijo del depuesto Isaac, había escapado de Constantinopla y pidió ayuda a los cruzados, prometiéndoles, a cambio de su apoyo para destronar a su tío, el fin del cisma entre el Este griego y el Oeste latino.
Los cruzados, que hasta entonces habían tenido Egipto como objetivo, decidieron cambiar su ruta y dirigirse a Constantinopla, ante la cual aparecieron en junio de 1203. Proclamaron emperador a Alejo como  Alejo IV, tras convocar a los ciudadanos para que depusiesen a su tío. Alejo III, abrumado, no tomó ninguna medida para resistir. Su yerno, Teodoro Láscaris, que fue el único que intentó hacerlo, fue derrotado en Escútari; así dio comienzo el sitio de Constantinopla. El 17 de julio, los cruzados, liderados por el anciano dogo de Venecia Enrico Dandolo, escalaron las murallas, tomaron la ciudad y la saquearon. Durante la lucha y carnicería que siguió, Alejo se escondió en el palacio, para, finalmente, con una de sus hijas, Irene, y todos los tesoros que pudo reunir, huir en un bote y escapar a Develtos, en Tracia, dejando a su mujer, sus demás hijas y su imperio a los invasores. Isaac, sacado de su prisión e investido de nuevo con la púrpura imperial, recibió a su hijo Alejo IV.

## Exilio
Poco después, Alejo III, con la ayuda de Murzuflo (el futuro Alejo V Ducas), intentó recuperar el trono. Pero el intento no tuvo éxito y, tras recorrer Grecia, se rindió, junto con Eufrosina (que mientras tanto se había reunido con él), a Bonifacio de Montferrato, que entonces dominaba gran parte de la península balcánica (lo que formaba el Reino de Tesalónica). Tras dejar su protección, buscó ayuda en Miguel I Ducas, déspota de Epiro, y después viajó a Asia Menor, donde su yerno Láscaris se acaba de establecer para resistir a los latinos.
Alejo, aliado a Kaikosru I, el sultán de Rüm (también conocido como sultán de Iconio o Konya), exigió la corona de Láscaris, y ante el rechazo de este, marchó contra él. Pero Láscaris lo derrotó y lo hizo prisionero. Alejo fue enviado a un monasterio en Nicea, donde murió en fecha indeterminada.